# Classica di San Sebastián 1982
La Classica di San Sebastián 1982, seconda edizione della corsa, si svolse il 12 agosto 1982, per un percorso totale di 229 km. La vittoria fu appannaggio dello spagnolo Marino Lejarreta, che completò il percorso in 5h54'48", precedendo i connazionali Jesús Rodríguez Magro e Pedro Delgado. 
I corridori che partirono da San Sebastián furono 99, mentre coloro che tagliarono il medesimo traguardo furono 81.

## Ordine d'arrivo (Top 10)
| Pos. | Corridore             | Squadra    | Tempo    |
| ---- | --------------------- | ---------- | -------- |
| 1    | Marino Lejarreta      | Teka       | 5h54'48" |
| 2    | Jesús Rodríguez Magro | Zor-Helios | s.t.     |
| 3    | Pedro Delgado         | Reynolds   | s.t.     |
| 4    | Bernardo Alfonsel     | Teka       | s.t.     |
| 5    | Ronny Van Holen       | Safir-Marc | a 9"     |
| 6    | Antonio Coll          | Teka       | s.t.     |
| 7    | Bernard Vallet        | La Redoute | s.t.     |
| 8    | Faustino Rupérez      | Zor-Helios | s.t.     |
| 9    | Federico Echave       | Teka       | s.t.     |
| 10   | Ismael Lejarreta      | Teka       | s.t.     |